# 50 фільмів, що потрібно переглянути, перш ніж померти
50 фільмів, які потрібно переглянути, перш ніж померти (англ. 50 Films To See Before You Die) — телевізійне шоу, яке 22 липня 2006 року показала британська телевізійна студія Channel 4. Програма була присвячена початку мовлення загальнодоступного ефірного телевізійного каналу Film4, що належить студії, мережами цифрового телебачення Великої Британії.
У передачі було представлено 50 фільмів. Стрічки відбиралися заздалегідь у результаті опитування телевізійних критиків, експертів і просто глядачів. Кожна картина вибиралася «як зразок специфічного жанру або стилю». Фільми, що вийшли в прокат нещодавно, превалювали над ранішніми. На стрічки, що вийшли у 2000-х роках, припало 9 номінацій, у 1990-х — 12, у 1980-х — 9, у 1970-х — також 9, і лише 11 фільмів вийшли на екран до 1970 року.

## Список фільмів
| №  | Фільм                           | Назва англійською                 | Режисер(ка)                      | Рік  | IMDb                                                      | Тест Бекдел  |
| -- | ------------------------------- | --------------------------------- | -------------------------------- | ---- | --------------------------------------------------------- | ------------ |
| 1  | Апокаліпсис сьогодні            | Apocalypse Now                    | Френсіс Форд Коппола             | 1979 | 0078788 [Архівовано 19 січня 2009 у Wayback Machine.]     | Ні [ 1 ]     |
| 2  | Квартира                        | The Apartment                     | Біллі Вайлдер                    | 1960 | 0053604 [Архівовано 18 січня 2009 у Wayback Machine.]     | (мінімально) |
| 3  | Місто Бога                      | City Of God                       | Катя Люнд, Фернанду Мейреллиш    | 2002 | 0317248 [Архівовано 16 лютого 2011 у Wayback Machine.]    | Ні [ 3 ]     |
| 4  | Китайський квартал              | Chinatown                         | Роман Полянський                 | 1974 | 0071315 [Архівовано 2 лютого 2009 у Wayback Machine.]     | Ні [ 4 ]     |
| 5  | Сексуальна бестія               | Sexy Beast                        | Джонатан Ґлейзер                 | 2000 | 0203119 [Архівовано 16 січня 2009 у Wayback Machine.]     | Ні [ 5 ]     |
| 6  | Космічна одісея 2001 року       | 2001: A Space Odyssey             | Стенлі Кубрик                    | 1968 | 0062622 [Архівовано 20 лютого 2009 у Wayback Machine.]    | Ні [ 6 ]     |
| 7  | На північ через північний захід | North by Northwest                | Альфред Гічкок                   | 1959 | 0053125 [Архівовано 6 квітня 2008 у Wayback Machine.]     | Ні [ 7 ]     |
| 8  | На останньому подиху            | A Bout De Souffle                 | Жан-Люк Годар                    | 1960 | 0053472 [Архівовано 18 січня 2009 у Wayback Machine.]     | Ні [ 8 ]     |
| 9  | Донні Дарко                     | Donnie Darko                      | Річард Келлі                     | 2001 | 0246578 [Архівовано 5 січня 2020 у Wayback Machine.]      | (мінімально) |
| 10 | Назад у майбутнє                | Back To The Future                | Роберт Земекіс                   | 1985 | 0088763 [Архівовано 16 січня 2009 у Wayback Machine.]     | Ні [ 10 ]    |
| 11 | Чужий                           | Alien                             | Рідлі Скотт                      | 1979 | 0078748 [Архівовано 13 квітня 2009 у Wayback Machine.]    | Так [ 11 ]   |
| 12 | Труднощі перекладу              | Lost in Translation               | Софія Коппола                    | 2003 | 0335266 [Архівовано 19 березня 2009 у Wayback Machine.]   | (дискутивно) |
| 13 | Втеча з Шоушенку                | The Shawshank Redemption          | Френк Дарабонт                   | 1994 | 0111161 [Архівовано 8 березня 2009 у Wayback Machine.]    | Ні [ 13 ]    |
| 14 | Лагаан: Одного разу в Індії     | Lagaan                            | Ашутош Ґоварикер                 | 2001 | 0169102 [Архівовано 20 січня 2009 у Wayback Machine.]     | (мінімально) |
| 15 | Кримінальне чтиво               | Pulp Fiction                      | Квентін Тарантіно                | 1994 | 0110912                                                   | (дискутивно) |
| 16 | Печатка зла                     | Touch Of Evil                     | Орсон Веллс                      | 1958 | 0052311 [Архівовано 26 лютого 2009 у Wayback Machine.]    | Ні [ 16 ]    |
| 17 | Обхід                           | Walkabout                         | Ніколас Роеґ                     | 1971 | 0067959 [Архівовано 24 січня 2009 у Wayback Machine.]     | Ні [ 17 ]    |
| 18 | Чорний нарцис                   | Black Narcissus                   | Майкл Павелл, Емерик Прессбурґер | 1947 | 0039192 [Архівовано 19 березня 2021 у Wayback Machine.]   | Так [ 18 ]   |
| 19 | Хлопці з вулиці                 | Boyz N The Hood                   | Джон Синґлтон                    | 1991 | 0101507 [Архівовано 1 березня 2009 у Wayback Machine.]    | Ні [ 19 ]    |
| 20 | Гравець                         | The Player                        | Роберт Альтман                   | 1992 | 0105151 [Архівовано 21 січня 2009 у Wayback Machine.]     | Так [ 20 ]   |
| 21 | Іди та дивись                   | Come And See                      | Елем Климов                      | 1985 | 0091251 [Архівовано 18 січня 2009 у Wayback Machine.]     | Ні [ 21 ]    |
| 22 | Небесні створіння               | Heavenly Creatures                | Пітер Джексон                    | 1994 | 0110005 [Архівовано 16 січня 2009 у Wayback Machine.]     | Так [ 22 ]   |
| 23 | Ніч в опері                     | A Night At The Opera              | Сем Вуд                          | 1935 | 0026778 [Архівовано 18 січня 2009 у Wayback Machine.]     | Ні [ 23 ]    |
| 24 | Ерін Брокович                   | Erin Brockovich                   | Стівен Содерберг                 | 2000 | 0195685 [Архівовано 18 березня 2009 у Wayback Machine.]   | Так [ 24 ]   |
| 25 | На голці                        | Trainspotting                     | Денні Бойл                       | 1996 | 0117951 [Архівовано 17 листопада 2020 у Wayback Machine.] | Ні [ 25 ]    |
| 26 | Герой                           | Hero                              | Чжан Їмоу                        | 2002 | 0299977 [Архівовано 17 жовтня 2006 у Wayback Machine.]    | (дискутивно) |
| 27 | Клуб «Сніданок»                 | The Breakfast Club                | Джон Г'юз                        | 1985 | 0088847 [Архівовано 4 квітня 2009 у Wayback Machine.]     | (дискутивно) |
| 28 | Фанні та Александр              | Fanny And Alexander               | Інґмар Берґман                   | 1982 | 0083922 [Архівовано 19 січня 2009 у Wayback Machine.]     | Так [ 28 ]   |
| 29 | Рожеві фламінго                 | Pink Flamingos                    | Джон Вотерс                      | 1972 | 0069089 [Архівовано 12 листопада 2013 у Wayback Machine.] | Так [ 29 ]   |
| 30 | Все про Єву                     | All About Eve                     | Джозеф Манкевич                  | 1950 | 0042192 [Архівовано 8 квітня 2007 у Wayback Machine.]     | Так [ 30 ]   |
| 31 | Обличчя зі шрамом               | Scarface                          | Браян Де Пальма                  | 1983 | 0086250 [Архівовано 11 грудня 2019 у Wayback Machine.]    | Ні [ 31 ]    |
| 32 | Термінатор 2: Судний день       | Terminator 2: Judgment Day        | Джеймс Кемерон                   | 1991 | 0103064 [Архівовано 16 квітня 2009 у Wayback Machine.]    | (дискутивно) |
| 33 | Три кольори: Синій              | Three Colours: Blue               | Кшиштоф Кесльовський             | 1993 | 0108394 [Архівовано 11 грудня 2019 у Wayback Machine.]    | Так [ 33 ]   |
| 34 | Сімейка Тененбаум               | The Royal Tenenbaums              | Вес Андерсон                     | 2001 | 0265666 [Архівовано 18 березня 2019 у Wayback Machine.]   | (мінімально) |
| 35 | Вбивці леді                     | The Ladykillers                   | Олександр Макендрик              | 1955 | 0048281 [Архівовано 11 жовтня 2007 у Wayback Machine.]    | (мінімально) |
| 36 | Бійцівський клуб                | Fight Club                        | Девід Фінчер                     | 1999 | 0137523 [Архівовано 2 грудня 2005 у Wayback Machine.]     | Ні [ 36 ]    |
| 37 | Шукачі                          | The Searchers                     | Джон Форд                        | 1956 | 0049730 [Архівовано 26 лютого 2009 у Wayback Machine.]    | (мінімально) |
| 38 | Малголланд Драйв                | Mulholland Drive                  | Девід Лінч                       | 2001 | 0166924 [Архівовано 14 лютого 2015 у Wayback Machine.]    | Так [ 38 ]   |
| 39 | Досьє Іпкрес                    | The Ipcress File                  | Сідні Ф'юрі                      | 1965 | 0059319 [Архівовано 31 березня 2015 у Wayback Machine.]   | Ні [ 39 ]    |
| 40 | Король комедії                  | The King Of Comedy                | Мартін Скорсезе                  | 1983 | 0085794 [Архівовано 20 січня 2009 у Wayback Machine.]     | Ні [ 40 ]    |
| 41 | Мисливець на людей              | Manhunter                         | Майкл Манн                       | 1986 | 0091474 [Архівовано 17 січня 2009 у Wayback Machine.]     | Ні [ 41 ]    |
| 42 | Світанок мерців                 | Dawn Of The Dead (Director's Cut) | Джордж Ромеро                    | 1978 | 0077402 [Архівовано 22 квітня 2009 у Wayback Machine.]    | Ні [ 42 ]    |
| 43 | Принцеса Мононоке               | Princess Mononoke                 | Хаяо Міядзакі                    | 1997 | 0086250 [Архівовано 11 грудня 2019 у Wayback Machine.]    | Так [ 43 ]   |
| 44 | Виховуючи Аризону               | Raising Arizona                   | Брати Коен                       | 1987 | 0093822 [Архівовано 26 квітня 2009 у Wayback Machine.]    | (дискутивно) |
| 45 | Кабаре (фільм)                  | Cabaret                           | Боб Фосс                         | 1972 | 0068327 [Архівовано 16 лютого 2009 у Wayback Machine.]    | Так [ 45 ]   |
| 46 | Таке спортивне життя            | Sporting Life                     | Ліндсі Андерсон                  | 1963 | 0057578 [Архівовано 1 лютого 2009 у Wayback Machine.]     |              |
| 47 | Бразилія                        | Brazil                            | Террі Гілліам                    | 1985 | 0088846 [Архівовано 5 березня 2009 у Wayback Machine.]    | Так [ 46 ]   |
| 48 | Агірре, гнів божий              | Aguirre, The Wrath of God         | Вернер Герцоґ                    | 1972 | 0068182 [Архівовано 26 лютого 2009 у Wayback Machine.]    | Ні [ 47 ]    |
| 49 | Таємниці і брехня               | Secrets & Lies                    | Майк Лі                          | 1996 | 0117589 [Архівовано 19 січня 2009 у Wayback Machine.]     | Так [ 48 ]   |
| 50 | Пустки                          | Badlands                          | Терренс Малік                    | 1973 | 0069762 [Архівовано 19 січня 2009 у Wayback Machine.]     | Ні [ 49 ]    |